# NBA Live
NBA Live는 EA 스포츠에서 제작 및 공급하는 스포츠 시뮬레이션 게임 시리즈이다. 경쟁 시리즈로는 NBA 2K 시리즈가 있고 초대작인 《NBA Live 95》는 1995년에 발매되었으며 최신작으로는 2018년 9월에 발매한 《NBA Live 19》가 있다.

## 개요
1995년 발매된 《NBA Live 95》를 시작으로 매해 출시된 농구를 주제로 하는 스포츠 스뮬레이션 시리즈이다. 다만 부침이 있어 중도에 개발 부서가 바뀌고 2012년에는 시리즈 출시가 보류되기도 하였으며 2018년 발매된 《NBA Live 19》를 마지막으로 2019년 이후로는 시리즈 개발이 중단되어 있다.

## 발매 연혁
| 발매 타이틀                                        | 발매 연도 | 주요 발매 플랫폼                                                |
| -------------------------------------------------- | --------- | --------------------------------------------------------------- |
| NBA Live 95                                        | 1994년    | 슈퍼 닌텐도, 메가 드라이브, MS-DOS                              |
| NBA Live 96                                        | 1995년    | MS-DOS, 메가 드라이브, 슈퍼 닌텐도, 플레이스테이션, 게임 보이   |
| NBA Live 97                                        | 1996년    | MS-DOS, 메가 드라이브, 슈퍼 닌텐도, 플레이스테이션, 세가 새턴   |
| NBA Live 98                                        | 1997년    | 윈도우, 메가 드라이브, 슈퍼 닌텐도, 플레이스테이션, 세가 새턴   |
| NBA Live 99                                        | 1998년    | 윈도우, 닌텐도 64, 플레이스테이션                               |
| NBA Live 2000                                      | 1999년    | 윈도우, 닌텐도 64, 플레이스테이션                               |
| NBA Live 2001                                      | 2000년    | 윈도우, 플레이스테이션, 플레이스테이션 2                        |
| NBA Live 2002                                      | 2001년    | 윈도우, 플레이스테이션, 플레이스테이션 2, Xbox                  |
| NBA Live 2003                                      | 2002년    | 윈도우, 플레이스테이션, 플레이스테이션 2, Xbox, 닌텐도 게임큐브 |
| NBA Live 2004                                      | 2003년    | 윈도우, 플레이스테이션 2, Xbox, 닌텐도 게임큐브                 |
| NBA Live 2005                                      | 2004년    | 윈도우, 플레이스테이션 2, Xbox, 닌텐도 게임큐브                 |
| 본문을 위한 추가 정보는 추후에 추가될 예정에 있다. |           |                                                                 |
| NBA Live 14                                        | 2013년    | 플레이스테이션 4, 엑스박스 원                                   |
| NBA Live 15                                        | 2014년    | 플레이스테이션 4, 엑스박스 원                                   |
| NBA Live 16                                        | 2015년    | 플레이스테이션 4, 엑스박스 원                                   |
| NBA Live 18                                        | 2017년    | 플레이스테이션 4, 엑스박스 원                                   |
| NBA Live 19                                        | 2018년    | 플레이스테이션 4, 엑스박스 원                                   |